# John Heartfield
Pour les articles homonymes, voir Heartfield.
John Heartfield, de son vrai nom Helmut Herzfeld, né à Berlin-Schmargendorf le 19 juin 1891 et mort à Berlin-Est le 26 avril 1968, est un artiste allemand.
Il fut, avec Raoul Hausmann, l'un des premiers à utiliser la technique du photomontage. Membre du mouvement Dada, adhérent du Parti communiste d'Allemagne (dès 1918), il devient, à partir de 1928, selon Aragon, le « prototype de l'artiste antifasciste ». En effet, la plus grande partie de son travail est consacrée à la création d'affiches dénonçant la montée du nazisme et illustre, à partir de 1930, les couvertures du journal ouvrier Arbeiter Illustrierte Zeitung (AIZ).
Si le photomontage s'inscrit dans un certain nombre de problématiques esthétiques liées à Dada (notamment par rapport à l'utilisation du tract et par rapport au collage), les compositions confrontantes de Heartfield relèvent en premier lieu d'un rapport à la production et à la diffusion des images au sein de la société qui est politique.

## Biographie

### Enfance
Helmut Herzfeld est l'aîné d'une famille de quatre enfants, dont le père, poète et socialiste, se nomme Franz Herzfeld et la mère Alice Stolzenberg, ouvrière textile, également socialiste. En 1895, son père est condamné à une peine d'emprisonnement pour blasphème. La famille déménage alors en Suisse puis, plus tard, à Salzbourg en Autriche. En 1899, les parents disparaissent en des circonstances inexpliquées, laissant seuls leurs enfants qui sont recueillis par un couple.

### Études
Helmut Herzfeld suit en 1905 une formation de libraire à Wiesbaden, tout en prenant des cours de peinture. De 1908 à 1911, il fréquente l'école d'arts appliqués de Munich. Il travaille ensuite en 1912 en tant que graphiste publicitaire, à Munich. Mais désirant devenir un artiste indépendant, il entreprend, l'année suivante, des études à l'École des arts et de l'artisanat de Berlin-Charlottenbourg, ayant pour professeur Ernst Neumann-Neander.
En 1914, il commence son service militaire au 2e régiment de grenadiers de la Garde et en automne de la même année, il fait la connaissance de George Grosz.

### Parcours professionnel
En 1916, il se fait officiellement appeler « John Heartfield », par protestation contre le nationalisme allemand et le slogan « Que Dieu punisse l'Angleterre ». Dans les années suivantes, il fonde en collaboration avec son frère Wieland Herzfelde la maison d'édition Malik-Verlag à Berlin. Son frère a également modifié son patronyme en ajoutant un « e » à Herzfeld.
Il adhère au mouvement dada, participant en 1919 à diverses tournées en tant que « monteur-dada » avec Johannes Baader, George Grosz, Raoul Hausmann und Richard Huelsenbeck et à la Première foire internationale Dada qui a lieu à Berlin en 1920.
À partir de 1920, il travaille pour Max Reinhardt et réalise des décors ainsi que des projections de films pour Erwin Piscator. Il fait la connaissance de Bertolt Brecht au Deutsches Theater de Berlin.
Il applique sa technique de photomontage dès 1921 dans la conception de jaquettes et premières de couverture de livres pour la maison d'édition Malik et d'autres éditeurs.
De 1930 à 1933 en Allemagne, puis jusqu'en 1938 à Prague, il illustre l’hebdomadaire communiste Arbeiter Illustrierte Zeitung (AIZ) qui publie en couverture 237 de ses photomontages.

### Activités en exil

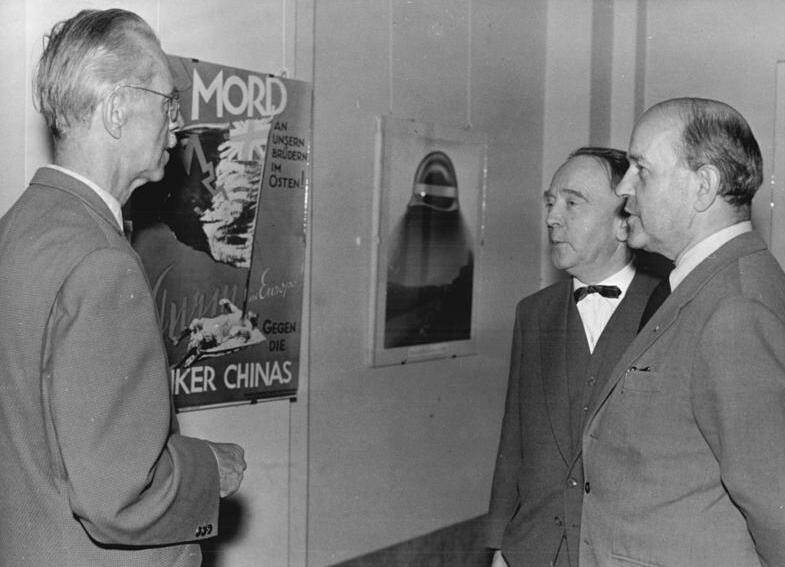
John Heartfield (au centre) en conversation avec Otto Nagel und Wieland Herzfelde (à droite) au sujet de ses photomontages (1960).

Heartfield se réfugie en Tchécoslovaquie dès 1933, après l'accession d'Adolf Hitler à la chancellerie de la république de Weimar. À Prague, il poursuit son travail pour Malik-Verlag et Arbeiter Illustrierte Zeitung. Il participe en 1934 à l'exposition internationale de caricatures du Cercle artistique Mánes. Le 1er novembre de cette même année, il est déchu de sa nationalité.
Lors de l'annexion des Sudètes en 1938, il fuit en Angleterre. En 1939, il est présent à l'exposition One man’s war against Hitler à l'Arcade Gallery de Londres. De 1940 à 1942, il est interné en tant qu'« étranger ennemi » et, en août 1942, il prend part à l'exposition  Allies Inside Germany à Londres.
Grâce à un permis de travail octroyé en 1943, il peut exercer sa profession de dessinateur indépendant. Il participe à la conception d'ouvrages pour des éditeurs anglais.

### Vie en RDA
Le 31 août 1950, il retourne en Allemagne, en République démocratique allemande (RDA), et vit à Leipzig jusqu'en 1956. Il travaille avec son frère pour différents théâtres (Berliner Ensemble, Deutsches Theater), des maisons d'édition et des organisations de la RDA.
En 1951, il est atteint d'un infarctus du myocarde, puis d'un second en 1952. Il ne reprend son travail qu'en 1954. Au mois de juin de cette même année, l'écrivain Stefan Heym réclame l'admission de Heartfield à l'académie des arts.
En 1956, Heartfield déménage à Berlin et est élu membre de l'Académie allemande des arts, où il obtient le titre de professeur en 1960. En 1957, il reçoit le prix national de la République démocratique allemande pour l'art et la littérature.
En 1962, John Heartfield tombe à nouveau gravement malade. Son frère publie la même année John Heartfield, son œuvre et sa vie.
Il meurt en 1968 à Berlin-Est à l'âge de 76 ans. Il est enterré au cimetière de Dorotheenstadt.

## Œuvres
Après son adhésion au Parti communiste d'Allemagne en 1918, John Heartfield, contrairement à la plupart des artistes Dada, à l'exception de Grosz et de son frère Wieland, ne considère pas son art comme une fin en soi mais comme un moyen de faire œuvre de militantisme, voulant « utiliser la photographie comme une arme ». Ses thèmes récurrents sont la lutte contre le racisme et le nazisme, contre les atrocités de la guerre, la dénonciation de la complicité du capitalisme et des forces destructrices, et l'annonce d'une nouvelle société meilleure.
Travaillant le plus souvent sur commande, Heartfield réalise des couvertures et illustrations de livres et de revues ainsi que des affiches et des tracts.

### Photomontage
À la différence du collage auquel recourent les dadaïstes dans les années 1920 en tant que moyen d'expression en soi, le photomontage ne laisse pas voir les procédés utilisés pour sa réalisation.
Pour un auteur tel que Günther Anders, Heartfield se livre à une décomposition de la réalité pour la recomposer de façon à la « rectifier » : « Quand il construit, ce n’est pas pour fuir la réalité comme les constructeurs de chimères classiques — Klinger, Böcklin ou les surréalistes —, mais afin de rendre le monde invisible pour la première fois visible à un œil non armé ». Ce « monde invisible » désigne les intentions cachées que Hitler et le mouvement nazi occultent derrière une visibilité en apparence sincère :

« Si le fascisme tient à se rendre tout particulièrement visible dans ses manifestations, c’est pour que ses propres intérêts restent invisibles. La méfiance qu’on nourrit à l’égard du monde visible doit donc être d’autant plus grande à l’égard du fascisme qu’il utilise la visibilité comme un paravent. Un défilé de mai allemand, par exemple, est si énormément visible qu’il semble ne rien y avoir derrière. »

— Günther Anders, « Sur le photomontage »

### Exemples
L'enjeu du photomontage chez Heartfield est, en premier lieu, la force de confrontation qu'il peut avoir avec l'imagerie fasciste au sein même de l'espace public - en tant qu'affiches notamment -, puisque le photomontage permet tout un jeu d'agrandissement, de rupture d'échelles, de reproduction et de diffusion. Entre 1932 et 1933, grâce à l'héliogravure, les photomontages de Heartfield étaient distribués en format poster dans les rues de Berlin. Quelques exemples :
- 5 doigts a la main, avec 5 tu t'empares de l'ennemi !, votez liste 5, Parti communiste ! (5 Finger hat die Hand / Mit 5 packst du den Feind! / Wählt Liste 5 / Kommunistische Partei!), 1928[13] : exemple d'agrandissement symbolique, puisque l'image joue d'un seul motif (une main sale, une main d'ouvrier) devenant monumental car isolé sur un fond blanc, qui met également en valeur la typographie - et, donc, l'appel au vote, le slogan. En revanche, à cet isolement répond les méthodes spectaculaires d'affichage qui en multipliant cette main, reconstruisent en creux et de manière fragmentée, l'un des lieux communs du montage révolutionnaire : le poing levé et la mise en abîme de ce geste (comme on le voit chez Gustav Klucis).
- Adolf, le surhomme : avale de l'or et débite de la camelote (Adolf, der Übermensch: Schluckt Gold und redet Blech) est un photomontage publié dans A.I.Z. (journal illustré des ouvriers allemands) le 17 juillet 1932[14].
- Hourrah, il n'y a plus de beurre ! (« Hurrah, die Butter ist alle! »), publié en couverture d'AIZ en 1935[15] : c'est une parodie de l'esthétique propagandiste. Heartfield montre une famille à table sous un portrait d'Hitler. La mère, le père, les enfants et le chien essaient tous d'avaler des pièces de métal (chaînes, fusils, etc). Une citation d'un discours de Göring justifiant les restrictions alimentaires complète le titre : « Le fer a toujours produit une nation forte, le beurre et le saindoux ne font qu'engraisser le peuple ».
- Livre brun sur l'incendie du Reichstag et la terreur hitlérienne, publié en 1933 : couverture[16].

## Hommage dans la culture contemporaine
- Le groupe System of a Down a repris l'affiche ''5 doigts a la main...[13] comme pochette de leur premier album éponyme[17].
- Le groupe de rock-industriel Laibach, a nommé une de leurs chansons de l'album Opus Dei en hommage à Heartfield, sous le nom Herzfelde, en reconnaissance de son influence au sein du mouvement dadaïste dont le groupe s'est largement inspiré.
- Hurrah, die Butter ist Alle![15] a inspiré la chanson Mittageisen de Siouxsie and the Banshees en 1979. La chanson est sortie en single, en reprenant l'image comme pochette. Hurray, the Butter is All Gone! est également le titre d'une chanson de Blurt parue sur leur album Poppycock en 1986.
- Le groupe Discharge a utilisé l'image Paix et fascisme pour leur compilation Never Again en 1984[18].
- Exposition « Quarante montages de John Heartfield », Hôtel de ville de La Courneuve, mai 1971[19].